# Regolita

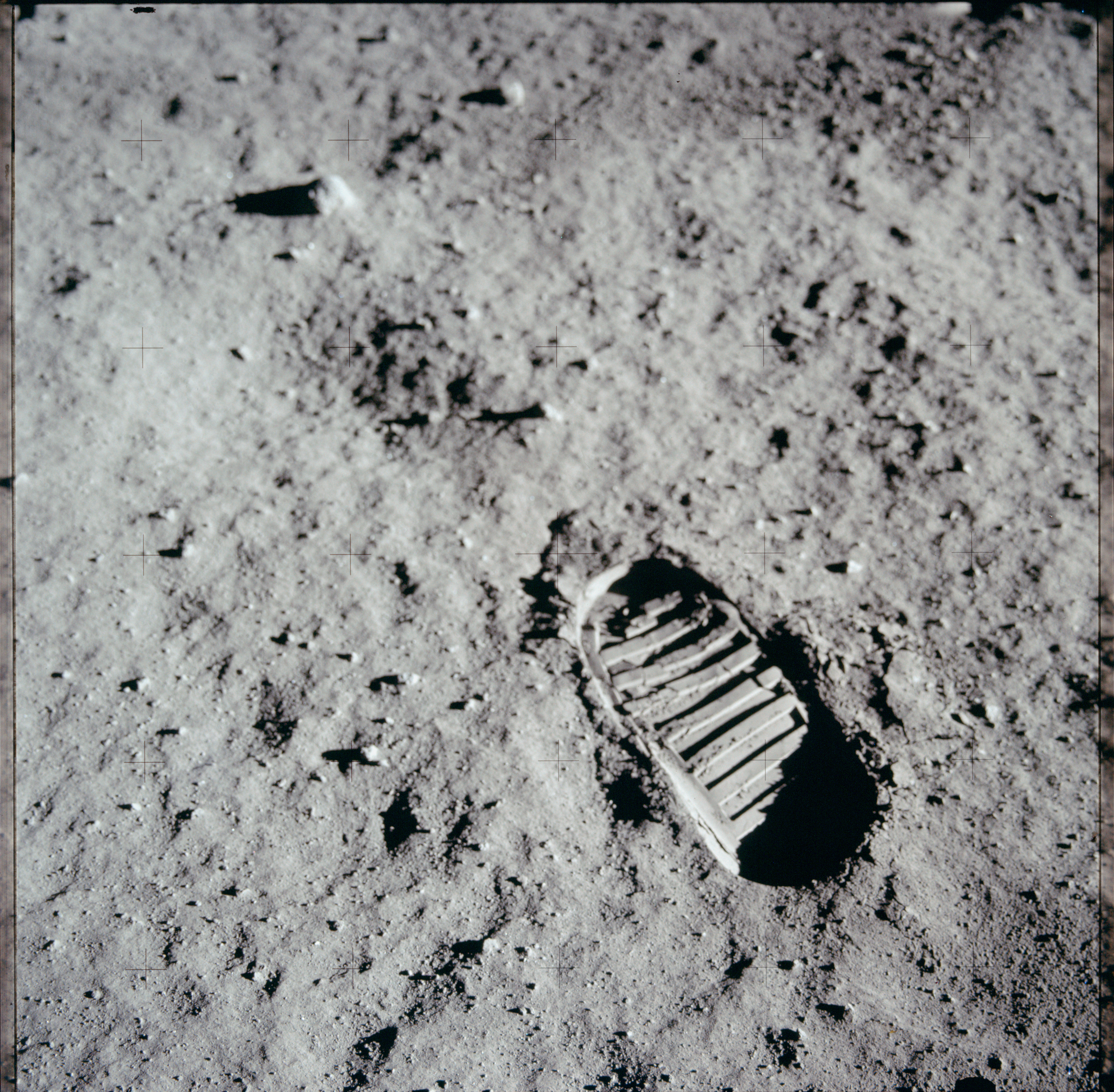
Empremta humana a la regolita lunar durant la missió Apollo 11 (juny 1969)

La regolita és una capa de predruscall en part descomposts damunt la roca mare o un altre substrat més coherent i dur. És el mantell de material no consolidat a la superfície d'un planeta o d'un asteroide: les coses soltes o polsoses que es troben damunt la roca sòlida. És el resultat de la meteorització d'un substrat rocós. Pot prendre la forma d'una pols molt fina fins a grava més gruixuda o d'una mescla.
A la Terra, la regolita està composta de tres capes: una zona d'alteració mecànica i química damunt la roca mare, cobert d'una zona de modificació bioquímica i finalment la zona d'enriquiment orgànic. El sòl és limitat a les dues capes superiors: la de modificació bioquímica i d'enriquiment orgànic. El mantell de regolita pot variar, però cobreix 90% de la superfície de la Terra, la roca mare només aflora en crestes, cingles, deserts o regions àrtiques. Els materials que el formen són força heterogenis. El concepte de regolita es contraposa al d'un sòl veritable, on a l'heterogeneïtat s'hi afegeix la presència de la vida.
La descomposició de la capa superior de la roca mare és el resultat de factor mecànics (descompressió, termoclàstia, gelifracció…) i químics, i, en el cas de la Terra, factors bioquímics i biològics. En augmentar la superfície d'atac, la descomposició mecànica prepara el terreny per a l'acció química.

## Origen del mot
Regolita és un mot científic compost de dues paraules del grec antic: rhegos (ῥῆγος), «manta, tapet», i lithos (λίθος), «roca, pedra». El terme va ser proposat el 1897 per George P. Merrill.